# Кукса

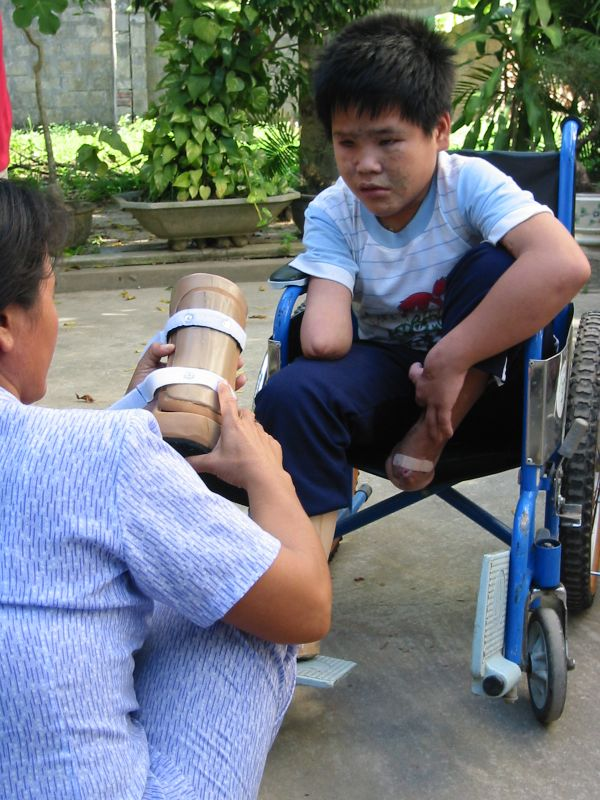
В'єтнамський хлопчик з киктем правої руки.

Ку́кса, ку́льтя́ або ки́коть — частина кінцівки, що залишається після ампутації (екзартикуляції), травми або обумовлена вродженими вадами розвитку. Також куксою називають саму скалічену людину чи тварину.
Добрий кикоть кінцівки мусить бути заокругленої форми, тобто мати досить м'яких частин, що покривають відпил кістки, також мати рухому шкіру, бути безболісним і здатним витримувати вагу, мати периферичний рубець для зручності користування штучними кінцівками[виправити стиль].